# Dalvík
Dalvík är en ort på norra Island vid mynningen av Svarfaðardalur i Eyjafjörður. Orten hade år 2019 1 381 invånare och fisket är den dominerande näringsverksamheten i byn. Den största arbetsgivaren är Samherji, en fiskfabrik där den största delen av Dalvíks befolkning arbetar. 
Där finns en liten matvarubutik, en videobutik, en alkoholaffär samt ett gym med utsikt över fjorden.
Turismen drar nytta av fiske, valsafari, ridturer och fotvandring.

## Vänorter
Dalvík har följande vänorter:
- Borgå, Finland
- Hamars kommun, Norge
- Ittoqqortoormiit, Grönland
- Lunds kommun, Sverige
- Viborg, Danmark